# Amarone

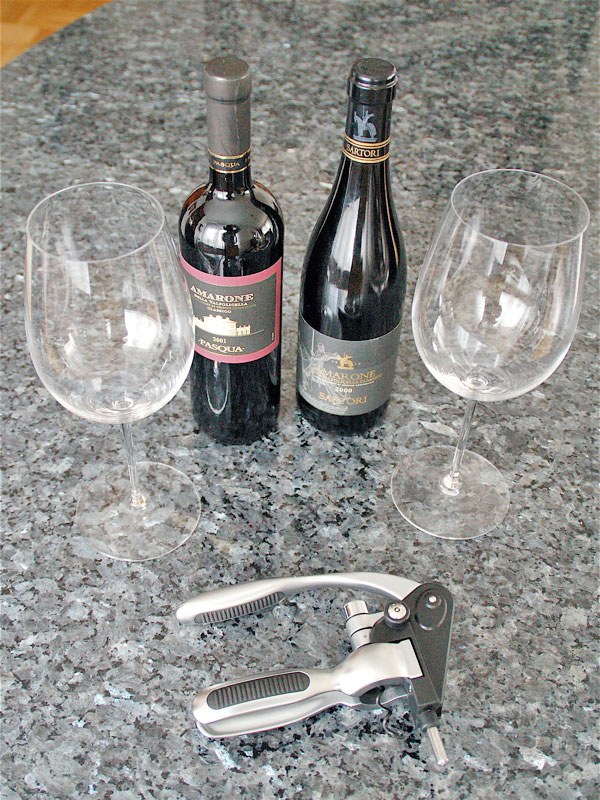
Dwie butelki amarone

Amarone (właśc. Amarone della Valpolicella) – klasyczne czerwone wytrawne wino włoskie klasy DOC, produkowane na obszarze apelacji Valpolicella na północ od Werony. Nazwa jest zastrzeżona dla win produkowanych z podsuszanych winogron, spełniających normy jakościowe i wytwarzanych w 19 gminach w prowincji Werona.

## Winogrona
Amarone jest wytwarzane z przynajmniej dwóch odmian winogron: corvina veronese (40–80%, z czego połowa może być zastąpiona szczepem corvinone) oraz rondinella (5–30%). Mieszanka może być uzupełniona innymi czerwonymi odmianami uprawianymi na terenie apelacji, przy czym udział żadnej z nich nie może przekroczyć 10%. Wymienione szczepy są także charakterystyczne dla sąsiedniej apelacji Bardolino DOC.

## Proces produkcji

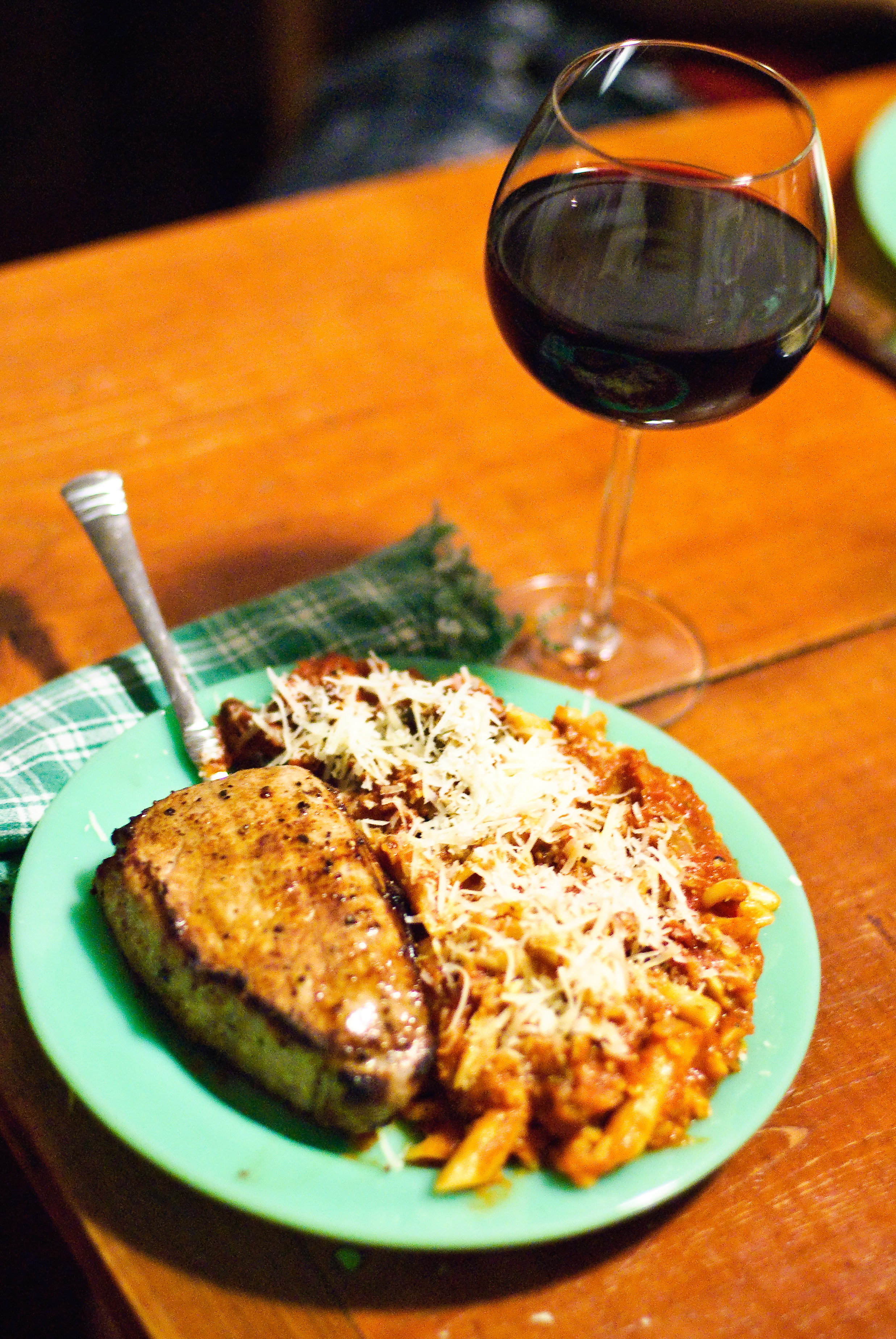
Amarone

Wino amarone powstaje z winogron podsuszanych w specjalnych warunkach (np. na drewnianych suszarkach), które w miarę suszenia osiągają wyższy poziom cukrów. Przepisy apelacji wymagają, by proces ten trwał przynajmniej do 15 grudnia, po czym winogrona można poddać winifikacji. Amarone jest winem wytrawnym, więc cukier w całości musi się przekształcić w alkohol. Wymagane jest przynajmniej dwuletnie starzenie w beczkach.

## Wino
Amarone cechuje się rubinowym kolorem, aromatami suszonych owoców i czekolady z gorzkim posmakiem, do którego nawiązuje nazwa oraz wysokim poziomem alkoholu (przynajmniej 14%).
Wino pochodzące ze strefy upraw o najdłuższej tradycji (gminy Negrar, Marano, Fumane, Sant’Ambrogio i San Pietro in Cariano) może na etykiecie nosić określenie Classico. Starzenie wydłużone do czterech lat uprawnia do predykatu Riserva.

## Zestawienia kulinarne
Amarone poleca się do czerwonych mięs, dziczyzny i dojrzałych serów, a także do czystej degustacji. Wino należy podawać w temperaturze 20–22 °C, po uprzedniej dekantacji.